# Telemark (skijanje)
Telemark je jedna od tehnika koja se koristi u skijanju. Otac te tehnike je Norvežanin Sondre Norheim, koji je konstruirao skijaški vez koji je omogućio telemark tehniku. Takav vez karakterizira činjenica da peta nije fiksirana za skiju nego joj je omogućeno podizanje od skije. Tako je u zavoju unutarnja noga uvijek savijena u koljenu i ta skija je pomaknuta nešto iza donje (vanjske) skije te je samim time peta podignuta u zrak.
Tehnika je polako pala u zaborav s razvojem alpskog veza i alpske tehnike. S razvojem novih tehnologija i materijala tek se krajem dvadesetog stoljeća vraća “u modu” i to u SAD-u i odatle se opet širi svijetom. Danas su glavni centri upravo Skandinavske zemlje i sjevernoamerički kontinent.

## Vezovi
Glavna razlika u opremi telemark i alpskog skijanja su vezovi. Kao što je gore navedeno, podizanje pete omogućeno je na tri načina: fiksiranjem samo vrhova cipele (three pin system), fiksiranjem prednjeg dijela cipele pomoću kablova i federa na peti i najnoviji (NTN) fiksiranjem središnjeg, prednjeg dijela cipele u vez ostavljajući petu slobodnom.

## Cipele
Da bi se peta mogla slobodno podizati potrebne su i posebne cipele koje imaju mogućnost pregibanja u središnjem dijelu. Prve su bile napravlljene od kože, ali se kasnije razvijaju i plastične cipele. I one su kao i kod alpskih različitih tvrdoća (flexa) te omogućuju lakši prijenos sile na rubnike skija (tvrđe, “race”) odnosno komfor (mekše, “allround”) ovisno o stilu skijanja pojedinca.

## Skije
Koriste se različite vrste skija ovisno o vrsti skijanja, isto kao i kod alpske tehnike: veleslalom, slalom, široke skije za neuređene terene, twin tip (skije dvostrukog vrha za parkove) itd. Također je moguće koristiti mekše ili tvrđe skije, univerzalne ovisno o nivou znanja skijaša. Dakle, same skije se ne razlikuju od alpskih skija.
Danas se ova tehnika ne koristi u natjecateljskom alpskom skijanju, ali je koriste natjecatelji u skijaškim skokovima prilikom doskoka kao i u posebnim natjecanjima u Telemark disciplinama.
U FIS sistemu natjecanja postoje i tri discipline u Telemarku. To su: sprint, veleslalom i klasik.